# 韦拉克
韦拉克（法語：Veyrac，法語發音：[vɛʁak]）是法国新阿基坦大区上维埃纳省的一个市镇，位于该省中南部，属于利摩日区。

## 地理
韦拉克（45°53'46"N, 1°6'21"E）面积33.7 平方千米，位于法国新阿基坦大区上维埃纳省，该省份为法国中西部省份，北起顺时针与安德尔省、克勒兹省、科雷兹省、多爾多涅省、夏朗德省和维埃纳省接壤。
与韦拉克接壤的市镇（或旧市镇、城区）包括：佩里亚克、格拉讷河畔奥拉杜尔、圣让斯、圣维克蒂尼安、维埃纳河畔韦尔讷伊。

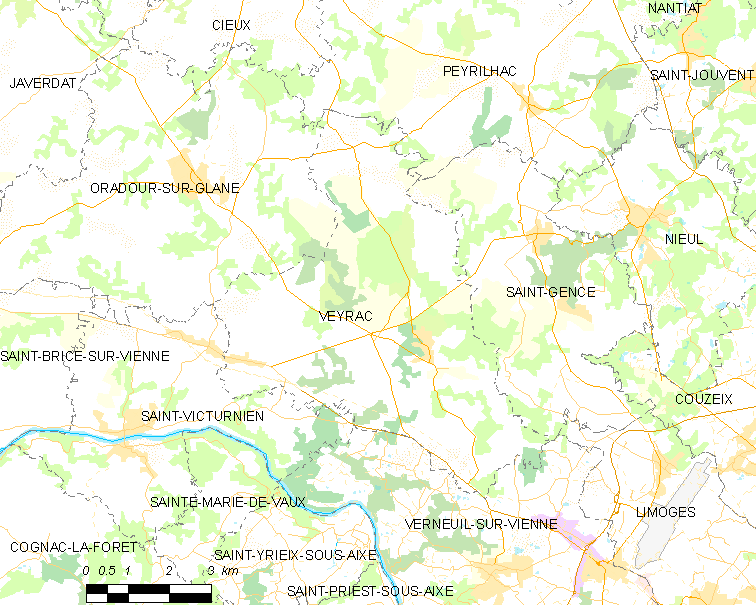
韦拉克的OSM定位图

韦拉克的时区为UTC+01:00、UTC+02:00（夏令时）。

## 行政
韦拉克的邮政编码为87520，INSEE市镇编码为87202。

## 政治
韦拉克所属的省级选区为库泽克斯县。

## 人口

1962-2008年间韦拉克人口变化图示

韦拉克于2022年1月1日时的人口数量为2162人。